# Henry Sutherland Edwards
Henry Sutherland Edwards (født 5. september 1828 i London, død 21. januar 1906) var en engelsk forfatter. 
Edwards opholdt sig som korrespondent til Times i en række år i Rusland og Polen og samlede sine iagttagelser i The Russians at home and the Russians abroad (1861, ny udgave 1879), The Polish captivity (2 bind, 1863) og The private history of a Polish insurrection (1865). Under den fransk-tyske krig 1870-1871 var han ligeledes korrespondent til Times, idet han fulgte med de tyske hære. I 1874 udgav han The Germans in France og udtalte sig heri lidet venlig imod tyskerne. Endvidere rejste han i Tyrkiet og skrev The slavonian provinces of Turkey (1876). Men desuden har man fra hans hånd dels romaner, The three Louisas (1866) og Malvina (1871), dels skrifter vedrørende musikkens historie, The history of the Opera (2 bind 1862), The life of Rossini (1869), Rossini and his school (1895, ny udgave 1899), The lyrical drama (1881), The Primadonna, her history from the 17. to the 19. century (1888).